# デイビッド・エドワード・ヒューズ

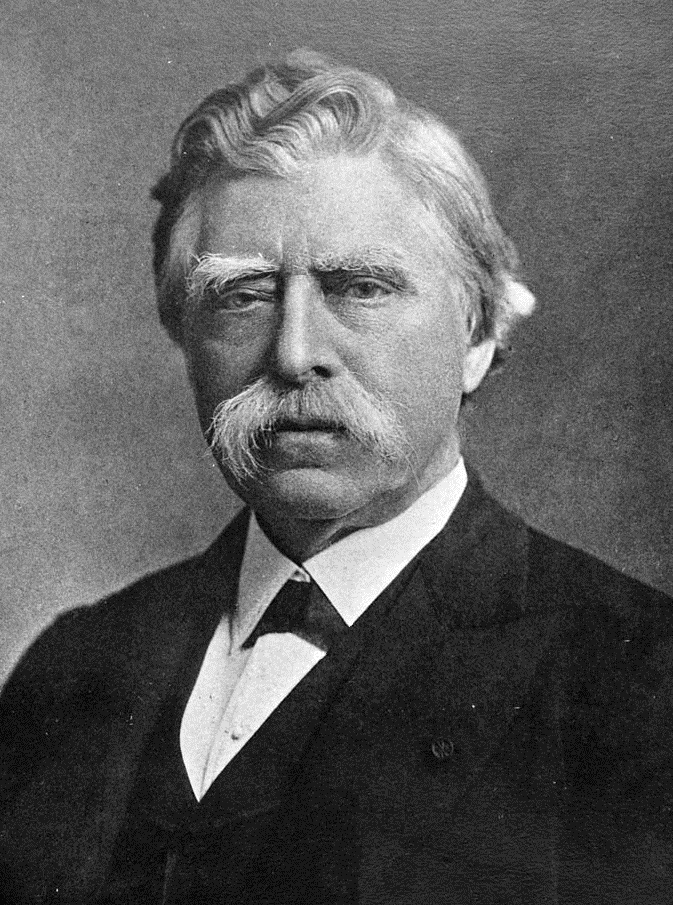
エドワード・ヒューズ

デイビッド・エドワード・ヒューズ（David Edward Hughes、1831年5月16日-1900年1月22日）は、イギリスの発明家である。印刷電信機やカーボン・マイクロフォンなどを発明した。

## 生涯
ロンドンの音楽家の家に生れたが、1838年に家族とともにアメリカに移住した。音楽と自然科学を学んだ後、1850年ケンタッキーで音楽の教師になったが、物理的な分野に才能を示し、自然科学の教師も兼ねるようになった。1856年に電信装置の特許を取得した。モールス式の電信機と異なり、直接アルファベットを印刷できるような装置であった(アメリカ特許第14917号)。この装置は成功をおさめ1930年代まで使われ、多く栄誉をヒューズにもたらした。この発明とともにヒューズはイギリスに戻った。1878年にカーボン・マイクロフォンを発明した。炭素の粉末をつめた受話器の抵抗が振動によって変化することを利用していて、この原理のマイクロフォンも長くつかわれた。
1880年に王立協会フェローに選出され、1885年にロイヤル・メダルを受賞。また同協会により、ヒューズの業績を記念してヒューズ・メダルが創設された。1896年にロイヤル・ソサエティ・オブ・アーツよりアルバート・メダルを受賞。